# Zgorzałe
Zgorzałe (kaszub. Zgòrzałé) – wieś w północnej Polsce w województwie pomorskim, w powiecie kartuskim, w gminie Stężyca. Położona na Kaszubach, na terenie Kaszubskiego Parku Krajobrazowego przy szlaku wodnym „Kółko Raduńskie” i na turystycznym szlaku Wzgórz Szymbarskich.
Zgorzałe 31 grudnia 2014 r. miało 353 stałych mieszkańców.
Wieś jest siedzibą sołectwa Zgorzałe, w którego skład wchodzą również miejscowości Smokowo i leśniczówka Uniradze.
W latach 1975–1998 miejscowość administracyjnie należała do województwa gdańskiego.
Znajduje się tu pierwsza w Polsce ulica Lecha Wałęsy.